# Andreas Seidel-Morgenstern

Andreas Seidel-Morgenstern, 2013, Viện Max Planck về Động lực của các Hệ thống Kỹ thuật Phức tạp

GS. TSKH. Andreas Seidel-Morgenstern (Sinh ngày 9/8/1956 ở Mittweida, Đông Đức) là một kỹ sư quá trình người Đức. Ông là Giám đốc của Viện Max Planck về Động lực học của các Hệ thống Kỹ thuật Phức tạp ở Magdeburg và giữ ghế Giáo sư Kỹ thuật Hóa học ở Đại học tổng hợp Otto-von-Guericke Magdeburg.

## Giáo dục và sự nghiệp
GS. TSKH. Andreas Seidel-Morgenstern tốt nghiệp Đại học kỹ thuật Leuna-Merseburg và nhận được bằng Tiến sĩ từ Viện Hóa Lý của Viện hàn lâm Khoa học ở Berlin năm 1987. Sau khi làm Post-doc tại trường Đại học Tennessee ở Knoxville ông đã bảo vệ Tiến sỹ Khoa học ở Đại học Kỹ thuật Berlin vào năm 1994. Sau đó ông đã làm việc cho Schering AG ở Berlin trước khi trở thành Giáo sư Kỹ thuật Quá Trình Hóa học ở Đại học tổng hợp Otto von Guericke Magdeburg. Trong năm 2002, ông được bổ nhiệm làm Giám đốc của Viện Max Planck về Động lực học của các Hệ thống Kỹ thuật Phức tạp ở Magdeburg, nơi ông đứng đầu nhóm nghiên cứu "Cơ sở Vật lý và Hóa học của Kỹ thuật Quá trình".
Các nghiên cứu có giá trị của Andreas Seidel-Morgenstern bao gồm xúc tác dị thể, hấp phụ và sắc ký điều chế, kết tinh và phát triển dạng thiết bị phản ứng kiểu mới. Các kết quả của ông đã được công bố trong hơn 400 bài báo nghiên cứu.
Andreas Seidel-Morgenstern nhận được giải thưởng Max Buchner của DECHEMA (2000), giữ bằng danh dự của các trường Đại học Nam Đan Mạch (Odense, Đan Mạch) và Đại học kỹ thuật Lappeenranta (Phần Lan). Ông là thành Viên của Viện Hàn Lâm Khoa học và Nhân văn Berlin-Brandenburg (BBAW) và Viện hàn lâm Khoa học và Công nghệ Quốc gia Đức (Acatech).
GS. TSKH. Andreas Seidel-Morgenstern mới được giới thiệu vào Viện hàn lâm Kỹ thuật Quốc gia của Hoa Kỳ vào tháng 2 năm 2023 vì những đóng góp cho các quá trình hấp phụ, sắc ký điều chế và kết tinh cũng như phát triển và lý thuyết để phân tách các hỗn hợp đồng phân đối quang.

## Các nghiên cứu chủ yếu[2]
- Các dạng thiết bị phản ứng kiểu mới
- Thiết bị phản ứng sắc ký
- Thiết bị phản ứng màng
- Xúc tác dị thể
- Hấp phụ và Sắc ký điều chế
- Kết tinh
- Tách đồng phân quang học (Enantiomers)

## Giải thưởng danh dự (lựa chọn)
| Năm          | Vị trí |
| ------------ | --- |
| 2/2023       | Thành viên Viện hàn lâm Kỹ thuật Quốc gia Hoa Kỳ                                                                                         |
| 2019 -       | Chủ tịch của Hiệp hội Hấp phụ Quốc tế (IAS)                                                                                              |
| 2016 - 2019  | Phó chủ tịch của Hiệp hội Hấp phụ Quốc tế (IAS)                                                                                          |
| 2015         | Giải thưởng Khoa học Nhân văn được cấp bởi Phenomenex và Các nhà khoa học Phân tích                                                      |
| Từ 2013:     | Thành viên Ban Biên tập của tạp chí "Hấp phụ - Adsorption" (Springer US)                                                                 |
| Từ 2012:     | Thành viên của Viện hàn lâm Khoa học Kỹ thuật Quốc gia Đức "Acatech"                                                                     |
| 2012:        | Tiến Sĩ danh dự "Doctor technices h.c" tại Đại học Nam Đan Mạch (SDU, Odense, Đan Mạch)                                                  |
| Từ 2010 -    | Thành viên của Viện hàn lâm Khoa học và Nhân văn Berlin-Brandenburg                                                                      |
| Từ 2010 -    | Thành viên của Ban giám đốc của Hiệp hội Hấp phụ Quốc tế (IAS)                                                                           |
| 2008 - 2014  | Thành viên của "Ủy ban các trung tâm hợp tác nghiên cứu" (Quỹ Khoa học Đức, DFG)                                                         |
| 2008:        | Tiến Sĩ danh dự "Khoa học Công nghệ" ở Đại học Kỹ thuật Lappeenranta (LUT, Lappeenranta, Phần Lan)                                       |
| Từ 2007:     | Thành viên của Ban biên tập của "Chemical Engineering Journal" (Elsevier, Amsterdam)                                                     |
| Từ 2006:     | Thành viên của nhóm làm việc "Chemical Reaction Engineering" (Liên bang Châu Âu về Kỹ thuật Hóa học, EFCE)                               |
| Từ 2005      | Thành viên của Hội đồng quản Trị của các Tạp chí "Chemical Engineering & Technology" and "Chemie Ingenieurtechnik" (Wiley-VCH, Weinheim) |
| 2003 - 2008  | Thành viên được bầu của Hội đồng phản biện của Quỹ Khoa học Đức cho các lĩnh vực "Kỹ thuật Quá Trình Nhiệt và Hóa học"                   |
| 2002         | Giải thưởng nghiên cứu Otto von Guericke của Đại học tổng hợp Otto von Guericke Magdeburg                                                |
| Từ 2001:     | Thành viên của Ban Biên tập Quốc tế của tạp chí "Journal of Chromatography A" (Elsevier, Amsterdam)                                      |
| Từ 2001:     | Thành viên của Hội đồng quản Trị của Ernest Solvay Foundation, Hanover                                                                   |
| 1999:        | Giải thưởng Max Buchner của Dechema e.V.                                                                                                 |
| Từ 1999      | Thành viên của Hiệp hôi Otto von Guericke, Magdeburg                                                                                     |
| Từ 1998:     | Thành viên của Hội đồng "Kỹ thuật Phản ứng" (DECHEMA e.V., Frankfurt/M.)                                                                 |
| 1998 - 2002: | Thành viên Khoa học bên ngoài của Hiệp hội Max Planck ở Viện Max Planck về Động lực học của các Hệ thống Kỹ thuật Phức tạp ở Magdeburg   |
| 1992 - 1994: | Học bổng Tiến sỹ khoa học của Quỹ Khoa học Đức (DFG)                                                                                     |
| 1991 - 1992: | Học bổng của Ủy ban khoa học NATO làm Post-Doc ở USA                                                                                     |

## Các công bố (lựa chọn)
Tạp chí và Sách đóng góp, bằng sáng chế,

## Bên ngoài đường dẫn
- Trang web Viện Max Plank về Động lực học của các Hệ thống Kỹ thuật Phức tạp
- Trang web Đại học tổng hợp Otto-von-Guericke Đại học Magdeburg (tiếng đức) Lưu trữ ngày 9 tháng 9 năm 2018 tại Wayback Machine
- https://www.mpi-magdeburg.mpg.de/4385805/2023-02-21-andreas-seid